# Vincent de Gournay
Jacques Claude Marie Vincent de Gournay (Saint-Malo, Francia, 1712–Cádiz, España, 1759) fue un negociante internacional francés cercano a la fisiocracia.
Al igual que los fisiócratas, encabezados por François Quesnay, propugnó la abolición de las restricciones al comercio y la industria, lo que resumió en el principio laissez faire, laissez passer (dejen hacer, dejen pasar) es decir, "libertad manufacturera, libertad aduanera", que sería clave en la historia del liberalismo económico. A diferencia de los fisiócratas, sin embargo, consideraba la industria como una fuente de riqueza tan importante como los frutos de la tierra. Fue un exitoso comerciante, y estuvo empleado por el reino como superintendente mercantil entre 1751 y 1758, durante el reinado de Luis XV. 
Obra suya fue la primera traducción al francés de las obras de sir Josiah Child. Fue maestro del célebre ilustrado Jacques Turgot, que escribió un encendido Elogio de Gournay.
- Datos: Q966434